# مرض بهجت
مرض بهجت أو متلازمة بهجت  أو مرض طريق الحرير، هو مرض نادر وشكل من أشكال التهابات الأوعية الدموية التي تظهر في معظم الأحيان مع تقرّح الاغشية المخاطية ومشاكل بصرية. سُمي هذا المرض عام 1937 على اسم مكتشفه الطبيب التركي خلوصي بهجت في جامعة اسطنبول بعد أن وصفه بثلاثة أعراض متلازمة وهي: التقرحات الفموية والتناسلية والتهاب القزحية. يُصنف على أنه مرض شامل يصيب كامل الجسم، فيؤثر على الأعضاء الداخلية مثل: الجهاز الهضمي والتنفسي والعضلي الهيكلي والدوران والعصبي. وهذه المتلازمة يمكن أن تسبب الوفاة نتيجة لتمزق الأوعية الدموية المتمددة «انيورسم» أو مضاعفات عصبية حادة.

## العلامات والأعراض

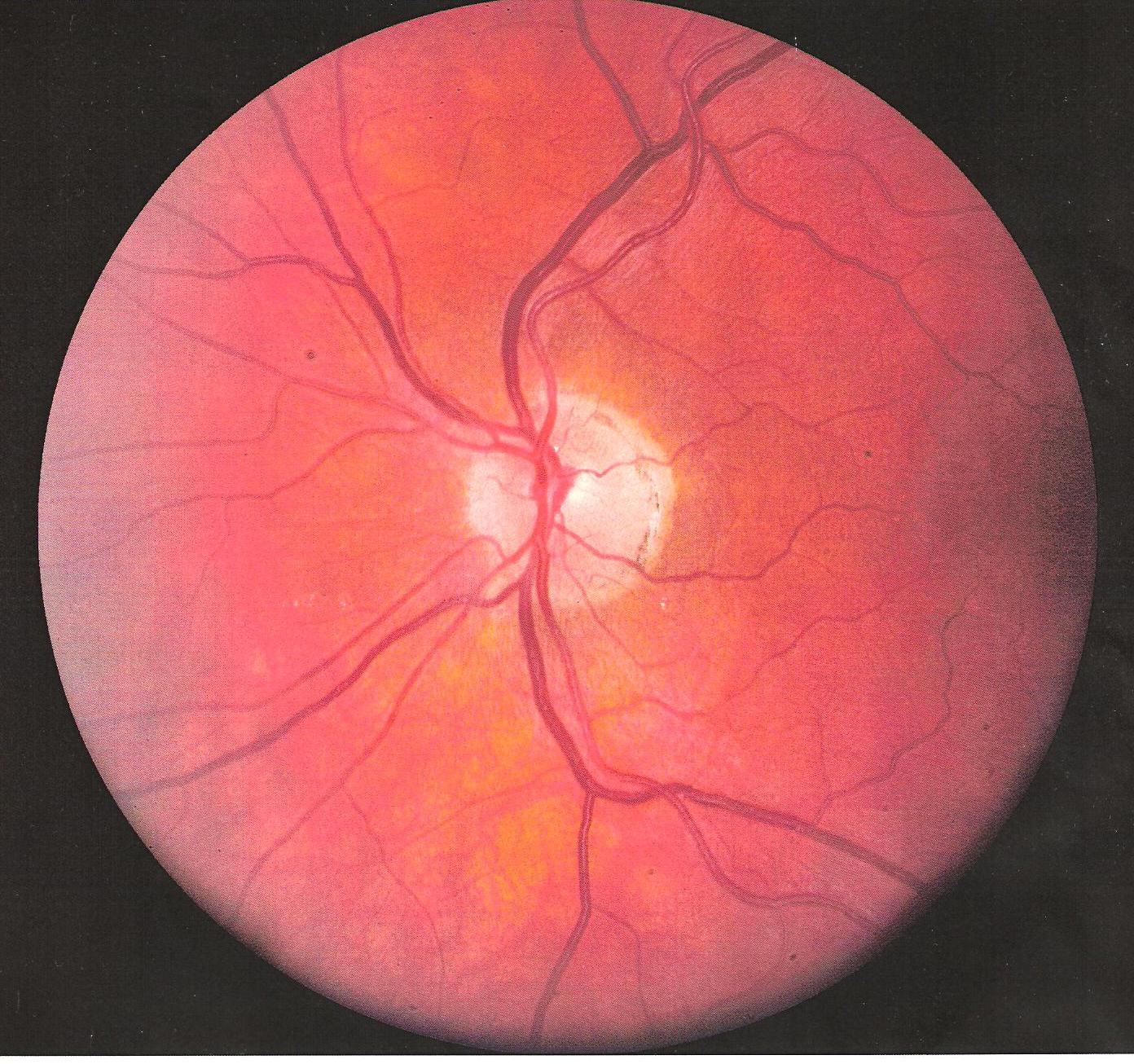
Funduscopic photo left eye centered on the optic disc.

A person with hypopyon which can be seen in anterior uveitis in a person with Behcet's disease.

تبدأ أعراض هذا المرض بالظهور في العشرينات والثلاثينات من عمر المريض، ولكنه قد يصيب كل الأعمارحيث يمر المرض بحالتين متعاقبتين على الدوام.
1. الحالة الحادة: وهي التي تظهر فيها الأعراض.
2. الحالة الكامنة: وهي التي تختفي فيها الأعراض

وتتعاقب هاتان الحالتان باستمرار، وتبعا لذلك فقد نجد المريض يعاني من الأعراض بصفة دائمة أو دورية، وكذلك ربما تكون الأعراض قوية ومؤلمة وربما تكون خفيفة.

### الأغشية المخاطية والجلد
تقريباً يعاني جميع المرضى من تقرحات جلدية مخاطية مؤلمة تظهر على الفم على شكل تقرحات فموية أو تقرحات لا تترك ندب  تشبه تلك التي نجدها في داء الأمعاء الالتهابي ويمكن ان تنهار، بالإضافة إلى تقرحات تناسلية مؤلمة حول الفرج وفتحة الشرج وكيس الخصيتين، وتسبب ندب عند 75% من المرضى. بالإضافة إلى ذلك قد يرافق المصابين ظهور عقد حمراء صلبة على الذقن والقدمين (حالة جلدية)، التهاب الأوعية الدموية الجلدية البثرية، وتقرحات مشابهة لتقيح الجلد الغنغريني.

### الجهاز البصري
قد يصاب المريض بالتهابات العين في بدايات المرض التي تؤدي إلى فقدان النظر الدائم في 20% من الحالات، إصابة العين قد تكون على شكل التهاب العنبية الأمامي، التهاب العنبية الخلفي، والتهاب الأوعية الشبكية.
- التهاب العنبية الامامي: ألم واحمرار وقيح في العين وانخفاض حدة الرؤية
- التهاب العنبية الخلفي: غير مؤلم مع انخفاض في حدة ومدى الرؤية
- التهاب الاوعية الشبكية: غير مؤلم مع انخفاض في الرؤية وووجود خلل بصري[6]

وجود خلل في العصب البصري في مرض بهجت قليل جدا، وإذا وجد، يتمثل بضمور وفقدان البصر. مع ذلك لوحظ حدوث حالات من الإصابة بالأمراض العصبية البصرية الحادة وخصوصا نقص في التروية في الجهة الامامية للعين. ضمور عصب العين هو المسبب الأكثر شيوعا لخلل البصر. وقد ينتج مرض بهجت من شمول العصب البصري الأولي والثانوي
- وَذَمَةُ حُلَيمَةِ العَصَبِ البَصَرِيّ نتيجة الانسداد الجيبي  وضمور ناتج من أمراض الشبكية عرف كالمسبب الثاني لضمور العصب البصري في مرض بهجت.

#### أعراض الاعتلال العصبي البصري
1. ألم.
2. فقدان البصر لعين واحدة أو كلتيهما.
3. انخفاض حدة البصر.
4. انخفاض الرؤية الملونة.
5. تضيق في بؤبؤ العين (الحدقة) عند تعرضه للضوء.
6. عتمة مركزية.
7. تورم القرص البصري.
8. تجمع السوائل في شبكية العين.
9. ألم خلف المقلة.

- ظهور هذه الاعراض بالتزامن مع تقرحات مخاطية جلدية قد تشير إلى وجود اعتلال بصري حاد في مرض بهجت. الضمور البصري التدريجي قد يؤدي إلى انخفاض حدة البصر أو رؤية الألوان. قد يصاحب ذلك ارتفاع ضغط الدم في العين وانتفاخ قرص العين.

### الأمعاء
آلام في البطن، غثيان، إسهال مع أو بدون دم، وغالباً ما يؤثر على الصمام الأعوري اللفائفي.
يعاني الأشخاص المصابون بالتهابات الأمعاء من صلابة في البطن وانتفاخ وألم حاد وعدم راحة في البطن مشابه لمتلازمة القولون العصبي.

### الرئتان
دم مصاحب للمخاط، التهاب الجنبة، وهي الغشاء المحيط بالرئتين، سعال أو حمى، في الحالات الشديدة يمكن أن يكون مهدد للحياة إذا كان هناك انهيار حاد بالأوعية الدموية ونزيف بسبب تمزق وتمدد الأوعية في الشريان الرئوي، عقيدات، وجود العقد وتجمع السوائل وكتل في التجويف الرئوي  ويحدث أحيانا تجلط في الشريان الرئوي.

### الجهاز العضلي الهيكلي
ألم مفاصل عند نصف المرضى في المفاصل الكبيرة للأطراف السفلية 

### الجهاز العصبي
التهاب السحايا المزمن كتل في الدماغ، أو جذع الدماغ أو المادة البيضاء في النصف العميق للمخ، وقد تشبه تلك التي نراها في التصلب اللويحي. وقد نلاحظ ضمور في جذع المخ في الحالات المزمنة.
تتراوح الأعراض من التهاب السحايا العقيم إلى تجلط الأوعية الدموية مثل جيب الام الجافيه "dural sinus"، متلازمة المخ العضوية المتمثلة في نوبات، ارتباك، فقدان في الذاكرة.
غالبا ما تظهر في مراحل متقدمة من المرض ولكنها تكون مرتبطة بالتنبؤ الخاطئ لتطور المرض.

### القلب
التهاب التامور، وقد نرى قلس أبهري مزمن بسبب مرض في الجذر الابهري.

## الأسباب
السبب ليس واضحاً لكن يتمثل أساساً بوجود التهاب الأوعية الدموية الذاتي على الرغم من استبعاده حيث يتم التشخيص من خلال فحص باثولوجي للمناطق المتضررة.
المناعة الذاتية هي السبب الأولي في حدوث الضرر، وتعرف بفرط نشاط نظام المناعة الذي تهاجم خلاياه جسم المريض نفسه لسبب غير معروف حتى الآن.في الحقيقة لا أحد يعرف لماذا يبدأ جهاز المناعة بالتصرف بهذه الطريقة في مرض بهجت.. ويظهر أن هناك سبب وراثي؛ الأقارب من الدرجة الأولى يمثلون الشريحة الأكبر من المرضى.
وجود خلل في كروموسوم 7 . الجينات المسؤوله GIMAP1، GIMAP2 و GIMAP4.

## الفيسيولوجيا المرضية

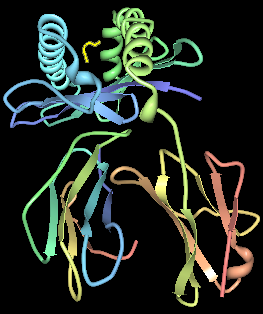
HLA-B51 is strongly associated with Behçet's disease

يعتبر مرض بهجت من أكثر الأمراض انتشاراً في المناطق المحيطة ب«طريق الحرير»،  أحد الطرق التجارية قديما في الشرق الأوسط واسيا الوسطى، لكنه لا يقتصر على أهل هذه المناطق فقط.
عدد كبير من الدراسات السيرولوجية، علم دراسة الأمصال، أظهرت أن العلاقة بين مرض بهجت ونوع من الأمصال HLA-B51 .
HLA-B51 أكثر ما وجد من الشرق الأوسط إلى جنوب شرق سيبيريا.
لكن أظهرت دراسات أخرى أن انتشار B51 أكثر ثلاث مرات من الناس الطبيعيين، مع ذلك لا يظهر B51 عندما يرتبط المرض بجين SUMO4  ، والأعراض تكون أكثر اعتدالاً بوجود HLA-B27 .
في الوقت الحالي لم يُؤكَّد وجود أساس عدوى مشابه تؤدي إلى مرض بهجت. لكن تم العثور على سلالات بكتيرية Streptococcus sanguinis لها مولدات مضاده متماثلة.
تحدث مجموعة من التبدلات أهمها:
1-الإصابة الوعائية.
2-فرط نشاط العدلات (أكثر أنواع كريات الدم البيضاء غزارة لدى الإنسان).
3-اضطرابات المناعة.
التهاب الأوعية الدموية المؤدي إلى انسداد الأوعية الدموية التي تمد العصب البصري قد يكون سبب اعتلال العصب البصري الحاد وضموره التدريجي في مرض بهجت. الفحص النسجي للحالات المصابة باعتلال العصب البصري الحاد أظهر وجود خلايا نجمية ليفية مكان محور العصب بدون أي تغيرات في الشبكية.
إصابة الجهاز العصبي قد تؤدي إلى ارتفاع ضغط الدم داخل الجمجمة بسبب تجلط الأوعية الدموية  وضمور العصب البصري الثانوي لاحقا.

## التشخيص
لا يوجد أي اختبار مرضي معين أو أسلوب متاح لتشخيص المرض، على الرغم من أن معايير مجموعة الدراسة الدولية للمرض حساسة للغاية ومحددة، حيث تنطوي على المعايير السريرية واختبار الأرجية المتعددة.
مرض بهجت يتشابه بدرجة كبيرة مع الأمراض المسببة للآفات الجلدية المخاطية، مثل: الهربس الفموي البسيط، فيبقى الشك السريري إلى أن يتم استبعاد كافة الآفات الفموية الأخرى باستخدام التشخيص التفريقي.
ظهور أعراض مرض بهجت ووجود آفات مخاطية جلدية بالتزامن مع فقدان حدة البصر والقدرة على رؤية الألوان قد يشير إلى إصابة العصب البصري.
تشخيص المرض يعتمد على النتائج السريرية، بما في ذلك ظهور تقرحات الفم والأعضاء التناسلية والآفات الجلدية، مثل: حُمامَى عَقِدَة، حب الشباب، التهاب الجريبات، التهابات العين، والأرجية المتعددة. قد ترتفع نسب علامات الالتهابات مثل ESR وCRP (فحوصات للدلالة على وجود التهابات). فحص العين الشامل قد يتضمن: فحص المصباح الشقي تصوير مقطعي للتماسك البصري للكشف عن فقدان العصب، فحص مجال الرؤية، استخدام الفندوسكوب لتقييم ضمور العصب وأمراض الشبكية، تصوير الأوعية باستخدام الفندوسكوب، تحفيز امكانية النظر، والتي توضح زيادة فترة التاخير. يمكن تحسين العصب البصري من خلال التصوير بالرنين المغناطيسي في بعض المرضى الذين يعانون من اعتلال بصري حاد، مع ذلك الدراسات لم تستبعد وجود اعتلال بصري. تحليل السائل الدماغي (CSF)قد يظهر ارتفاعاً في البروتين مع أو بدون خلايا السائل النخاعي، تصوير الأوعية قد يشير إلى وجود انسداد في الأوعية الجيبية؛ كسبب لارتفاع ضغط الدم داخل الجمجمة وضمور العصب البصري.

### مبادئ التشخيص

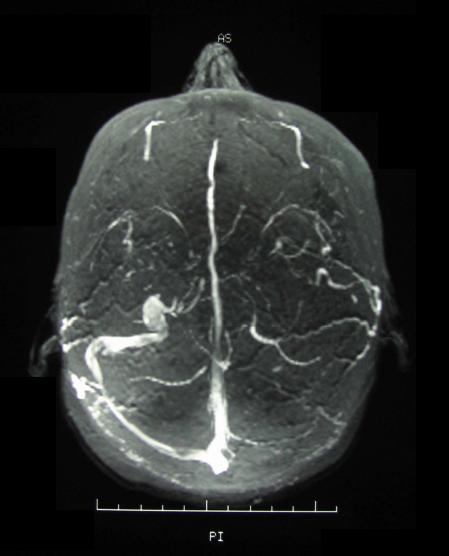
Magnetic resonance venogram demonstrating occlusion of the left sigmoid and transverse sinuses.

وفقاً لمجموعة الدراسة الدولية لتشخيص مرض بهجت ، يجب أن يكون لدى المريض تقرحات فموية، أي حجم أو شكل أو عدد، على الأقل 3 خلال 1 شهر، إلى جانب ظهور عرضين من الأربعة أعراض المميزة التالية:
- تقرحات في الأعضاء التناسلية: تقرحات فتحة الشرج، بقع، التهاب البربخ، تورم الخصية.
- تكتلات جلدية: التهاب جريبي، بثور، عقدة حمامية، حب شباب في مرحلة ما بعد المراهقة (ليس بسبب الكورتيزول)
- التهابات العين: التهاب القرنية، التهاب القزحية، التهاب أوعية الشبكية، والخلايا في السائل الزجاجي
- حالة جلدية بسبب ضربة أو كدمة (papule>2 mm dia. 24-48 ساعة بعد وخز الإبر. اختبار الارجية المتعددة له خصوصية عالية من 95% - 100% ، لكن غالباً ما تظهر النتيجة سلبية عند الأمريكيين الأوروبيين.[6]

في بعض الحالات لا تتحقق تلك الأعراض الأربعة، لكن هذه الأعراض قد تساعه في التشخيص المبدئي:
- قرحة الفم
- التهاب المفاصل
- أعراض الجهاز العصبي
- التهاب الأمعاء والمعدة
- تجلطات
- التهاب الوريد الخثاري السطحي
- التهاب البربخ
- مشاكل القلب والأوعية الدموية الناتجة عن الاتهابات
- التهابات في الصدر والرئتين
- مشاكل في السمع والتوازن
- ارهاق شديد
- تغير في الشخصية، ذهان
- وجود شخص آخر في العائلة مصاب بمرض بهجت

## العلاج
حتى اللحظة لا يوجد علاج لهذه الحالة. يهدف العلاج الحالي إلى: تقليل الأعراض، الحد من الاتهابات، والسيطرة على الجهاز المناعي .
- عادة ما يتم استخدام جرعة عالية من الكورتيكوستيرويد في حالة الأعراض الشديدة للمرض [22] فقط، ولا تعطى في حالات الهوادة وإلا سيؤدي إلى فقد البصر أو الموت
- استخدام مضاد عامل نخر الورم (مثبط عامل نخر الورم) مثل انفلكسيماب أظهر الأمل لعلاج التهاب القزحية.[23][24]
- هناك ANTI-TNF آخر «ايتانرسبت» قد يكون مفيداً في الحالات الجلدية والمخاطية.[25]
- في حالة التقرحات التناسلية والفموية قد يكون النترفيرون الفا 2-A علاج بديل فعال بالأخص إذا استخدم مع الازاثيوبرين.[26]
- كولشيسين قد يكون مفيداً في حالات التقرحات التناسلية والتهاب المفاصل والعقدة الحمامية.[27]
- يمكن استخدام الثايلدوميد بسبب تأثيره على الجهاز المناعي.[28]
- الريباميبيد والدابسون أظهرا فائدة علاجية في حالات الآفات المخاطية الجلدية.[29][30]

نظراً لندرته، لم يثبت وجود علاج أمثل في حالات الاعتلال البصري الحاد المصاحب لمرض بهجت، الكشف المبكر والعلاج مهم .
هناك استجابة لسيكروسبورين، تريامسينولون المحيط بالعين، ميثلبريدنيزون IV متبوعاً بريدنيزون عن طريق الفم على الرغم من حدوث انتكاسات قد تؤدي إلى فقدان البصر.
مثبطات المناعه قد تحسن الأعراض المرتبطة بالعين.
في الحلات المعقدة يستخدم Intravenous immunoglobulin ]

## انتشار المرض
ينتشر هذا المرض بكثرة في دول (طريق الحرير) الذي يمتد من الشرق الأوسط إلى الصين، ويشمل دول الشرق الأوسط والأقصى معا، وفي هذه الدول يصيب هذا المرض الرجال أكثر من النساء، وأما في دول العالم الأخرى فيوجد هذا المرض بنسبة أقل ويصيب النساء أكثر من الرجال.
- نادر الانتشار في أميركا لكنه شائع في آسيا والشرق الأوسط، مما يشير إلى سبب متوطن في المناطق الاستوائية.[35]
- ليس له صلة بالسرطان، وارتباطه بالأنسجة قيد الدراسة
- لا يتبع النمط المعتاد لأمراض المناعه الذاتية
- إحدى الدراسات كشفت وجود علاقه مع حساسية الطعام خاصة منتجات الألبان [36]
- تم تشخيص ما يقارب 15,000 إلى 20,000 حالة في أميركا، أما في بريطانيا فمن بين كل 100,000 هناك حاله مصابة بهذا المرض.[37] Globally, males are affected more frequently than females.[38]
- على الصعيد العالمي يتاثر الذكور أكثر من الإناث.
- 56% من المرضى يعانون من تأثر العين في عمر ال30 [39]
- أظهر الفندوسكوب إصابة 17.9% بضمور العصب البصري و 17.4% بشحوب القرص البصري
- 23.7% مصابون بتغلف الأوعية الدموية[9] ، 9% نزيف شبكية العين[9] ، 11.3% وذمة البقعة الصفراء[9] ، 5.8% انسداد الوريد الشبكي[9] ، 6,6% تورم الشبكية.[9]
- السبب الرئيسي في اعتلالات العين، سببها عند 54%، هو ضمور العصب البصري[9]

يزداد انتشار المرض عند الانتقال من الشمال إلى الجنوب.

## وصلات خارجية
مرض بهجت